# Vincenzo Maria Cimarelli
Vincenzo Maria Cimarelli (Corinaldo, 11 novembre 1585 – Brescia, 1662) è stato un naturalista e storico italiano.
Fu frate domenicano e inquisitore del Santo Uffizio.

## Biografia
Scarse le notizia biografiche, la sua figura è nota soprattutto per esser stato l'autore di un'opera storica sul Ducato di Urbino, incentrata soprattutto sulla sua città natale Corinaldo e su Suasa, la città romana a cui lo scrittore faceva risalire le origini.
A Corinaldo si conservano la sua casa natale e, nell'archivio comunale, alcune lettere preziose per la ricostruzione del profilo biografico dell'autore.
La sua decisione di diventare religioso viene dallo stesso Cimarelli motivata con un evento a suo dire prodigioso: si trovava nei pressi dell'anfiteatro di Suasa quando in un giorno di festa tre contadini che erano intenti a lavorare, vennero folgorati.
Nel 1604 entrò nei Domenicani. Dal 1615 al 1629 fu teologo alla corte del Ducato di Urbino. Sempre ad Urbino fece parte dell'Accademia degli Assorditi con il nome di "Oscuro".
Svolse la sua attività di inquisitore a Gubbio, in seguito si spostò a Crema ed infine a Brescia.

## Opere
Tra le sue opere si ricordano:
- Istorie dello Stato d'Vrbino da' Senoni detta Vmbria Senonia e de lor gran fatti in Italia, delle città, e luochi che in essa al presente si trouano, di quelle che distrutte già furono famose et di Corinalto che dalle ceneri di Suasa hebbe l'origine., Brescia, 1642
- Risolutioni filosofiche, politiche, e morali del p. m. & inquisitore F. Vincenzo Maria Cimarelli portate da lui con euidenza di ragioni, similitudini, essempi, & esperienze, tratte da più occulti segreti della natura, e massime politiche, sopra varie difficoltà. Preposteli nel viaggio, ch'ei fece per l'Italia, Grecia, Sicilia, e Malta. Con un trattato speculatiuo di alcune lettioni accademiche, Brescia, 1655
- Trattato speculatiuo e morale sopra tre lettioni accademiche / del f. Vincenzo M. Cimarelli; Estratte da' suoi scritti & date in luce da Siluio Cimarelli suo pronipote, Brescia, Rizzardi, 1655
- Aggionta d'alcuni capitoli al libro delle risolutioni filosofiche del p. Cimarelli. Ritrouati da Siluio Cimarelli tra gli scritti dell'autore del medesimo libro.., Brescia, 1662

Le ultime due sono state pubblicate postume del pronipote Silvio Cimarelli nel 1655.